# Delphic (navire de 1897)
Le Delphic est un paquebot-mixte mis en service en 1897 par la White Star Line. Construit par les chantiers Harland & Wolff de Belfast, c'est un navire assez lent destiné avant tout au transport d'émigrants et de marchandises vers la Nouvelle-Zélande. Il effectue malgré cela ses premières traversées de rodage sur la ligne de New York avant de rejoindre son affectation définitive. Durant vingt ans, son service sur cette ligne est sans histoire, à l'exception de missions de transport de troupes durant la seconde guerre des Boers.
La Première Guerre mondiale ne trouble pas son service, jusqu'en mars 1917, date à laquelle il est réquisitionné pour servir à l'effort de guerre. C'est lors d'une traversée à destination de l'Amérique du Sud, au mois de mai suivant, que le navire est torpillé par le sous-marin allemand U-72. Cinq personnes sont tuées, mais le navire coule suffisamment lentement pour que le reste de l'équipage puisse être évacué, avant que le navire ne sombre sous l'effet de torpilles supplémentaires.

## Histoire

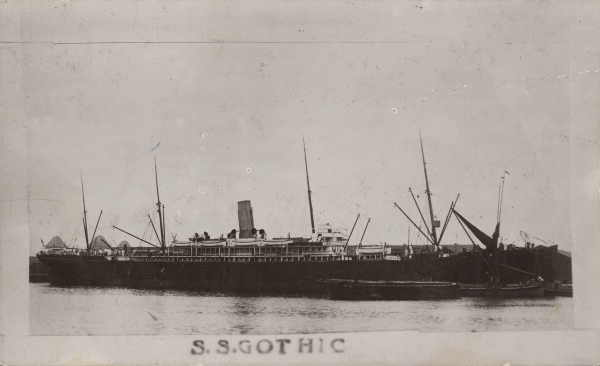
Le Delphic est envisagé comme une version plus lente du Gothic, destinée à transporter des migrants.

En 1884, la White Star Line inaugure son service à destination de la Nouvelle-Zélande, afin de diversifier ses activités. Elle ne se lance pas seule dans l'entreprise, le service étant conjoint avec la Shaw, Savill & Albion Line qui dispose d'une bonne connaissance de la région tandis que sa partenaire apporte d'importants moyens financiers. C'est ainsi que le service est lancé avec trois navires de la White Star, le Coptic, l'Ionic et le Doric, et deux de la Shaw, Savill & Albion, l'Arawa et le Tainui. Ce service se révèle rapidement très prometteur. Ainsi, en 1893, la White Star apporte un nouveau navire à la flotte, le Gothic : il s'agit du plus grand navire de la ligne, et ses installations de première classe offrent un confort du même niveau que celui de la prestigieuse ligne transatlantique.
En 1897, c'est une version légèrement plus petite du Gothic (bien qu'au tonnage supérieur) qui est destinée à rejoindre la ligne : le Delphic. Plus lent, il est destiné au transport d'un millier de migrants ainsi que de marchandises. Le navire, construit par les chantiers navals Harland & Wolff, est lancé le 5 janvier 1897. Bien qu'il soit dès l'origine destiné à la ligne néo-zélandaise, il est décidé de le roder avant de l'envoyer sur d'aussi longs voyages. Il effectue donc sa traversée inaugurale entre Liverpool et New York le 17 juin suivant, avant d'être déplacé le 1er août sur la ligne de Londres à New York. C'est, finalement, le 3 octobre 1897 qu'il s'engage pour la première fois à destination de Wellington.
La carrière du Delphic sur cette nouvelle ligne se révèle sans histoires durant près de vingt ans, à l'exception du tout début du XXe siècle. Il est en effet réquisitionné le 31 mars 1900 pour transporter 1 200 soldats de Londres au Cap dans le cadre de la seconde guerre des Boers, après quoi il poursuit sa route vers la Nouvelle-Zélande. Le 4 avril 1901, il est à nouveau employé à cette fin, cette fois-ci au départ de Queenstown. 
La Première Guerre mondiale ne trouble en revanche pas son service lorsqu'elle éclate en août 1914, et le Delphic ne quitte pas sa ligne. Le 16 février 1917, cependant, il est frôlé par une torpille du sous-marin allemand U-60 alors qu'il navigue au sud de l'Irlande. C'est le 10 mars suivant qu'il quitte finalement son service commercial pour être réquisitionné dans le cadre du Liner Requisition Scheme. Le 17 août suivant, il est à nouveau attaqué alors qu'il navigue cette fois-ci avec une cargaison de charbon embarquée à Cardiff, à destination de Montevideo. Alors qu'il se trouve à 200 kilomètres au sud-ouest des Sorlingues, il est torpillé par le sous-marin U-72. Cinq personnes meurent à bord, mais le navire reste suffisamment longtemps à flot pour pouvoir être évacué. Le sous-marin tire finalement quelques torpilles supplémentaires, envoyant le Delphic par le fond.
La White Star redonne pour sa part le nom de Delphic à un cargo acquis en 1925 et exploité sur la ligne de l'Australie.

## Caractéristiques
Avec 144,8 mètres sur 16,9 mètres, le Delphic est un navire légèrement plus petit que le Gothic, son prédécesseur sur la ligne néo-zélandaise, mais il est cependant plus large, et d'un tonnage supérieur, de 8 273 tonneaux de jauge brute. Il est ainsi le plus volumineux navire de la compagnie sur cette ligne, jusqu'à l'arrivée des navires de classe Athenic quelques années plus tard. Il arbore une silhouette classique pour les navires de l'époque, avec quatre mâts (contrairement au Gothic, le mât avant du Delphic peut porter des voiles) entourant une cheminée unique aux couleurs de la White Star Line, ocre brun à manchette noire.
Propulsé par des machines à triple expansion qui alimentent une hélice, il navigue à une vitesse de 11 à 12 nœuds, inférieure à celle de ses compagnons de route. Cette vitesse le destine donc au transport d'une clientèle moins aisée, composée d'émigrants. Il peut, selon les sources, en transporter 800 (ainsi qu'une vingtaine de passagers de première classe), ou 1 000, exclusivement en entrepont.